# Ковтун-Станкевич, Андрей Игнатьевич
Андрей Игнатьевич Ковтун-Станкевич (10 октября 1900 года, г. Кролевец, Черниговская губерния — 31 августа 1986 года, Симферополь) — советский военный деятель, генерал-майор (20 апреля 1945 года). Участник Гражданской войны в России, Советско-польской войны, Великой Отечественной войны и Советско-японской войны. Советский комендант Мундена (ныне Шэньян).

## Начальная биография
Андрей Игнатьевич Ковтун-Станкевич родился 10 октября 1900 года в городе Кролевец ныне Конотопского района Сумской области Украины.
В 1917 году поступил в Петроградский лесной институт. Летом 1919 года находился на практике после 2 курса в Сосницком уезде Черниговской губернии как начальник партии по отчуждению частных лесов, но прекратил работу из-за наступления войск под командованием А. И. Деникина.

## Военная служба

### Гражданская война
11 октября 1919 года призван в ряды РККА и направлен в 394-й пластунский полк 44-й стрелковая дивизия, в составе которого служил красноармейцем, адъютантом 3-го батальона и адъютантом полка, командиром роты и батальона и принимал участие в боевых действиях против войск под командованием генерала А. И. Деникина и С. В. Петлюры на территории Черниговской и Киевской губерний, а также в советско-польской войне в районе Бердичева, Киева, Радомышля, Луцка, Владимира-Волынского и Грубешов.
В 1920 году вступил в ряды РКП(б).
В феврале 1921 года назначен на должность помощника начальника штаба по оперативной части 132-й пластунской бригады, а 27 марта — на должность адъютанта 394-го пластунского полка и принимал участие в боях против бандформирований на Волыни. 28 апреля 1921 года А. И. Ковтун-Станкевич как специалист-лесовод был демобилизован, после чего работал лесничим в Коркковском лесничестве Черниговской губернии.

### Межвоенное время
19 марта 1922 года повторно призван в ряды РККА и направлен в 10-й Червонно-казачий полк 2-й кавалерийской дивизии, где назначен политказаком, в мае — информатором, а в октябре — военкомом штаба полка. После расформирования полка А. И. Ковтун-Станкевич в ноябре переведён в 7-й Червонно-казачий полк, в составе которого служил командиром взвода и исполняющим должность начальника штаба полка и в декабре принимал участие в боях против бандформирования Рака на Черниговщине, а весной и летом 1923 года — против бандформирований Я. В. Гальчевского в районах Литин, Летичев и Хмельник. В 1924 году полк был переименован в 9-й Червонно-казачий, а А. И. Ковтун-Станкевич назначен начальником штаба этого же полка. В декабре 1925 года переведён на ту же должность в 7-й Червонно-казачий полк, которым с сентября 1926 года временно командовал. В 1926 году сдал экстерном экзамен за нормальное кавалерийское училище.
В январе 1927 года по собственному желанию был уволен из рядов армии в запас, после чего работал управляющим Антонинским государственным племенным совхозом Наркомзема в селе Антонины в Каменец-Подольской области, а с июля 1928 года — председателем Шепетовского окружного колхозсоюза.
В 1929 году окончил кавалерийские курсы усовершенствования командного состава в Новочеркасске.
С мая 1930 года работал управляющим Азово-Черноморской конторой рыбтреста, с января 1931 года — заместителем директора и директором Украинского рыбоводного треста в Харькове, с февраля 1933 года — директором Нижне-Амурского рыбтреста в городе Николаевск-на-Амуре, а с сентября 1934 года — директором Пирятинской машинно-тракторной станции.
В 1936 году повторно окончил кавалерийские курсы усовершенствования командного состава в Новочеркасске.
С апреля 1937 года работал секретарём райкома КП(б) Украины, с сентября 1938 года — инженером-директором райлесхоза, а с сентября 1939 года — начальником райземправления.
В феврале 1940 года А. И. Ковтун-Станкевич вновь призван в ряды РККА и назначен на должность помощника начальника 1-го (оперативного) отделения штаба 25-й Чапаевской стрелковой дивизии, а 3 мая того же года — должность начальника разведотделения штаба этой же дивизии.
В 1941 году окончил курс заочного факультета Военной академии имени М. В. Фрунзе.

### Великая Отечественная война
С началом войны 25-я стрелковая дивизия в составе 14-го стрелкового корпуса вела оборонительные боевые действия на реках Прут и Дунай от Кагула до Килии. Во время отступления из Бессарабии в условиях угрозы окружения дивизии капитан А. И. Ковтун-Станкевич с резервом обеспечивал вывод частей у Днестровско-Цареградского гирла. С отходом к Одессе после оставления ст. Раздельная и боёв под совхозом Червонный маяк назначен командиром 287-го стрелкового полка, после чего принимал участие в оборонительных боевых действиях в районе Одессы. После оставления города и эвакуации в Крым во второй половине октября 1941 года майор А. И. Ковтун-Станкевич назначен на должность начальника 2-го (разведывательного) отделения штаба 25-й стрелковой дивизии, в ноябре — декабре исполнял должность начальника северо-восточного сектора обороны Севастополя, затем выполнял оперативные задачи под Балаклавой, а в декабре назначен начальником оперативного отдела штаба Приморской армии.
После эвакуации в Новороссийск из Севастополя А. И. Ковтун-Станкевич состоял в распоряжении Военного совета Северо-Кавказского фронта и работал в группе генерал-майора Н. И. Крылова и начальника штаба Черноморского флота по разработке инструкции по организации взаимодействия сухопутных войск и флота на основе опыта обороны Севастополя.
В августе 1942 года назначен на должность начальника оперативного отдела — заместителя начальника штаба 44-й армии, после чего принимал участие в оборонительных боевых действиях в ходе битвы за Кавказ. В декабре А. И. Ковтун-Станкевич освобождён от занимаемой должности и в конце месяца назначен заместителем начальника штаба по ВПУ 46-й армии, а в апреле 1943 года — на должность начальника оперативного отдела — заместителя начальника штаба армии, и принимал участие в операциях по разгрому немецких войск на Северном Кавказе. К 11 марта армия вышла в кубанские плавни в районе южнее Троицкой, где заняла оборону. С августа 46-я армия принимала участие в ходе Донбасской наступательной операции и битвы за Днепр, после чего вела оборонительные боевые действия по удержанию плацдармов на Днепре восточнее Днепродзержинска, затем вела наступательные боевые действия на криворожском направлении.
28 ноября 1943 года полковник А. И. Ковтун-Станкевич назначен на должность командира 297-й стрелковой дивизии, которая вскоре принимала участие в ходе Кировоградской наступательной операции. Приказом Ставки Верховного Главнокомандования от 8 января 1944 года за отличия в боях по овладению Кировограда дивизии присвоено почётное наименование «Кировоградская».
В марте — апреле дивизия принимала участие в Уманско-Ботошанской наступательной операции, в ходе которой форсировала Южный Буг и Днестр и вошла в Бессарабию. В апреле дивизия форсировала реку Прут и заняла плацдарм. В октябре участвовала в ходе Дебреценской наступательной операции, во время которой форсировала реку Тиса и заняла плацдарм в районе севернее и северо-западнее города Чонград. С октября дивизия участвовала в Будапештской наступательной операции, во время которой в ходе боёв за Будапешт полковник А. И. Ковтун-Станкевич 21 января 1945 года был ранен, после чего лечился в госпитале и после излечения в марте вернулся на должность командира 297-й стрелковой дивизии, которая принимала участие в ходе Венской и Пражской наступательных операций. За бои при прорыве обороны противника в горах Вэртэш-Хэдыщег западнее Будапешта, овладение г. Эстергом, Несмей, Фельшегалла, Тата дивизия была награждена орденом Богдана Хмельницкого 2 степени.
В июне 1945 года дивизия совершила марш из лагерей Каплице в Чехословакии в Румынию, а в июле генерал-майор А. И. Ковтун-Станкевич был отозван в Москву и затем направлен в распоряжение Военного совета Забайкальского фронта, где выполнял задачи по инспектированию стрелковых дивизий. Во время Советско-японской войны был прикомандирован к штабу 36-й армии как представитель штаба фронта и с передовым отрядом участвовал во взятии города Хайлар. По возвращении в штаб фронта получил новую задачу и с воздушным десантом высадился в Мукдене, где 21 августа вступил в должность коменданта города.
За время войны генерал-майор Андрей Игнатьевич Ковтун-Станкевич был десять раз упомянут в благодарственных приказах Верховного Главнокомандующего.

### Послевоенная карьера
После окончания войны находился на прежней должности комендантом города Мукден (Шэньян). Взаимодействовал с китайскими деятелями представляющими правительство Чан Кайши. Про этот период его деятельности 25 марта 1946 года вышла большая статья в американском журнале Life с фото Ковтуна-Станкевича на страницу.
В мае 1946 года назначен командиром 12-й стрелковой дивизии (Забайкальско-Амурский военный округ), однако в должность не вступил и в июне того же года переведён командиром 100-й гвардейской воздушно-десантной дивизии, дислоцированной в городе Белая Церковь.
В апреле 1949 года направлен на учёбу на Высшие академические курсы при Высшей военной академии имени К. Е. Ворошилова, после окончания которых в июне 1950 года назначен на должность командира 28-й гвардейской стрелковой дивизии (Одесский военный округ), в мае 1952 года — на должность заместителя начальника тыла Северокавказского военного округа, в июне 1953 года — на ту же должность в Таврическом военном округе, а в мае 1956 года — на должность начальника тыла 45-го особого стрелкового корпуса.
С ноября 1956 года состоял в распоряжении командующего войсками Одесского военного округа и в марте 1957 года переведён начальником тыла Особого корпуса Прикарпатского военного округа, а в октябре того же года — начальником тыла 13-й армии.
Генерал-майор Андрей Игнатьевич Ковтун-Станкевич 11 января 1958 года вышел в отставку по болезни, после чего проводил активную работу по военно-патриотическому воспитанию молодежи. Был консультантом маршала Н. И. Крылова в написании мемуаров «Не померкнет никогда». Проживал в Симферополе, по улице Менделеева, д. 6.
Умер 31 августа 1986 года в Симферополе.

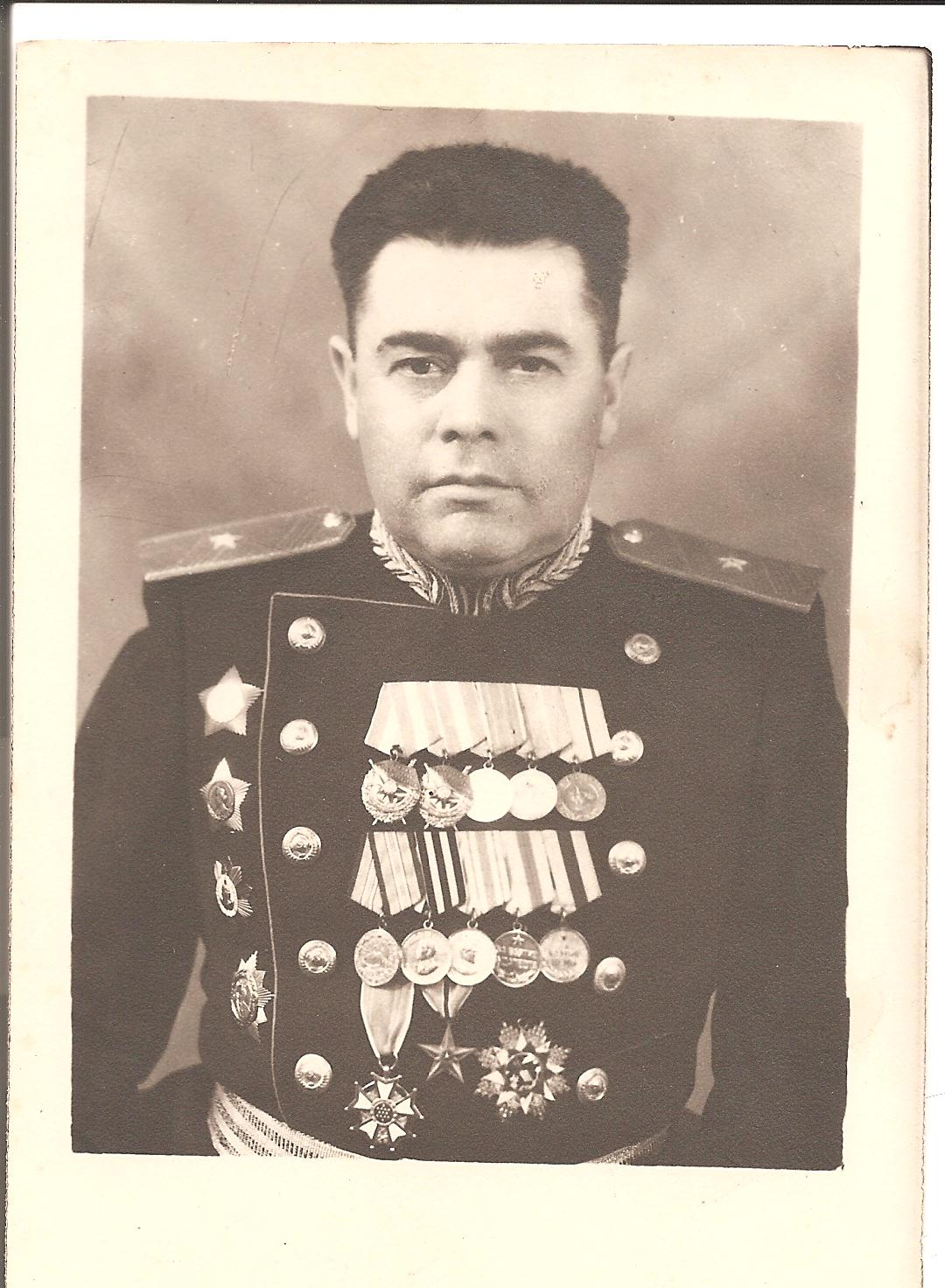

## Награды
- Три ордена Красного Знамени (10.02.1942, 30.06.1942, 03.11.1953[8]);
- Два ордена Суворова 2-й степени (22.02.1944, 28.04.1945);
- Орден Кутузова 2-й степени (31.08.1945);
- орден Богдана Хмельницкого 2-й степени (01.11.1943);
- Орден Отечественной войны 1-й степени (06.04.1985[9]);
- Орден Красной Звезды (20.06.1949[8]);
- Медали, в том числе:
  - «За боевые заслуги» (03.11.1944[8]);
  - «За оборону Одессы» (22.12.1942);
  - «За оборону Севастополя» (22.12.1942);
  - «За оборону Кавказа» (01.05.1944);
  - «За Победу над Германией в Великой Отечественной войне 1941—1945 гг.» (09.05.1945);
  - «За победу над Японией» (30.09.1945);
  - «За взятие Будапешта» (09.06.1945);
  - «За взятие Вены» (09.06.1945);
  - «Ветеран Вооружённых Сил СССР» (1976);
- Знак «50 лет пребывания в КПСС».

Приказы (благодарности) Верховного Главнокомандующего в которых отмечен А. И. Ковтун-Станкевич.
- За овладение областным и крупным промышленным центром Украины городом Кировоград — важнейшим опорным пунктом обороны противника. 8 января 1944 года № 57.
- За форсирование реки Тисса, овладение столицей Трансильвании городом Клуж и городом Сегед — крупным хозяйственно-политическим и административным центром Венгрии. 11 октября 1944 года. № 194.
- За овладение штурмом на территории Венгрии городом и крупным железнодорожным узлом Сольнок — важным опорным пунктом обороны противника на реке Тисса. 4 ноября 1944 года. № 209.
- За полное овладение столицей Венгрии городом Будапешт — стратегически важным узлом обороны немцев на путях к Вене. 13 февраля 1945 года, № 277.
- За прорыв сильной обороны немцев в горах Вэртэшхедьшэг, западнее Будапешта, разгром группы немецких войск в районе Естергома, овладение городами Естергом, Несмей, Фельше-Галла, Тата и захват более 200 других населенных пунктов. 25 марта 1945 года. № 308.
- За овладение городами Дьер и Комаром — важными опорными пунктами обороны немцев на венском направлении. 28 марта 1945 года. № 315.
- За овладение городом и важным узлом дорог Мадьяровар и городом и железнодорожной станцией Кремница — сильным опорным пунктом обороны немцев на южных склонах хребта Велькафатра. 3 апреля 1945 года. № 329.
- За овладение городами и важными железнодорожными узлами Малацки и Брук, одновременно войска фронта с боем заняли города Превидза и Бановце — сильные опорные пункты обороны немцев в полосе Карпат. 5 апреля 1945 года. № 331.
- За окружение и разгром группы немецких войск, пытавшихся отступить от Вены на север, и овладение при этом городами Корнейбург и Флоридсдорф — мощными опорными пунктами обороны немцев на левом берегу Дуная. 15 апреля 1945 года. № 337.
- За овладение в Чехословакии городами Яромержице и Зноймо и на территории Австрии городами Голлабрунн и Штоккерау — важными узлами коммуникаций и сильными опорными пунктами обороны немцев. 8 мая 1945 года. № 367.

Иностранные награды
- Орден «Легион почёта» (США);
- Легионерский орден «За заслуги» (__.05.1945; США);
- Орден Облаков и Знамени (КНР);
- Орден «Юнь Квей» IV степени (24.01.1946, КНР);
- орден Красной Звезды (__.04.1955; ВНР);
- Орден Тудора Владимиреску 4-й степени (24.10.1969; СРР);
- Медаль «Бронзовая звезда» (США);
- медаль «За Победу над Японией» (МНР);
- Медаль «25 лет освобождения Румынии» (03.11.1969);
- Медаль «50 лет Монгольской Народной Армии» (15.03.1971; МНР).

## Мемуары
- Ковтун-Станкевич А. И. Записки военного коменданта Мукдена [Текст] // Военно-исторический журнал. — 1960. — № 1. — С.51—71.
- Ковтун А. И.[10] Севастопольские дневники. // «Новый мир». — 1963. — № 8.[11]
- Ковтун-Станкевич А. И. В направлении первого удара // Огненные дни Севастополя. — Симферополь: Таврия, 1978. — С. 61—70.
- Ковтун-Станкевич А. И. Комендант Мукдена // На китайской земле. — М., 1974. С. 345—371.
- Ковтун-Станкевич А. И. Румынские записки [Текст] / А. И. Ковтун-Станкевич; публ. А. А. Демина // Военно-исторический журнал.  — 2008. — № 7. — С.50—55.;  № 9. — С.66-69.
- Ковтун-Станкевич А. И. Венгерские записки [Текст] / А. И. Ковтун-Станкевич; публ. А. А. Демина // Военно-исторический журнал. — 2008. № 10. — С.70-76.; № 11. — С.59-62.;  № 12. — С.66—69.;  2009. — № 1. — С.64-67.